# Rietveldpaviljoen (Otterlo)
Het Rietveldpaviljoen is een bouwwerk in het beeldenpark van het Kröller-Müller Museum in Otterlo. Het paviljoen is ontworpen door Gerrit Rietveld in 1954 voor de  Sonsbeektentoonstelling van 1955 in Arnhem. Sinds 1964 staat het paviljoen in Otterlo.

## Lijst van beelden
Hieronder volgt een lijst van de beelden welke op dit moment tentoon worden gesteld in het paviljoen.
| Kunstenaar       | Werk                                | Jaar | Afbeelding |
| ---------------- | ----------------------------------- | ---- | ---------- |
| Herman de Vries  | Le témoin                           | 1991 |            |
| Barbara Hepworth | Sphere with inner form              | 1963 |            |
| Barbara Hepworth | Single Form (Eikon)                 | 1966 |            |
| Barbara Hepworth | Elegy III                           | 1966 |            |
| Barbara Hepworth | Dual form                           | 1965 |            |
| Hans Aeschbacher | Grosse Figur I                      | 1961 |            |
| Barbara Hepworth | Tevalgan                            | 1956 |            |
| Barbara Hepworth | Oval form (Trezion)                 | 1962 |            |
| Barbara Hepworth | Curved form with inner form (Anima) | 1959 |            |

## Galerij

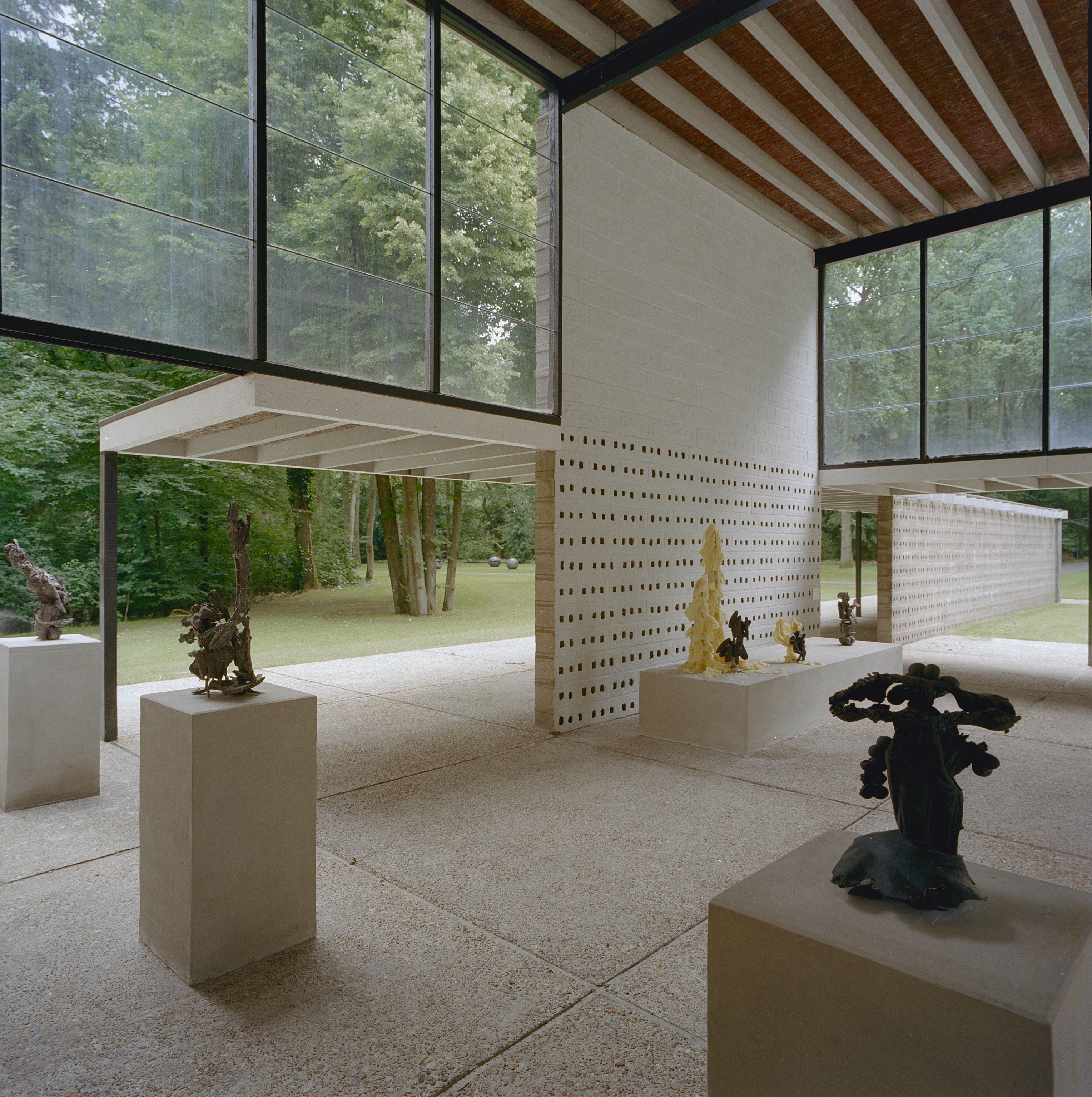
Interieur
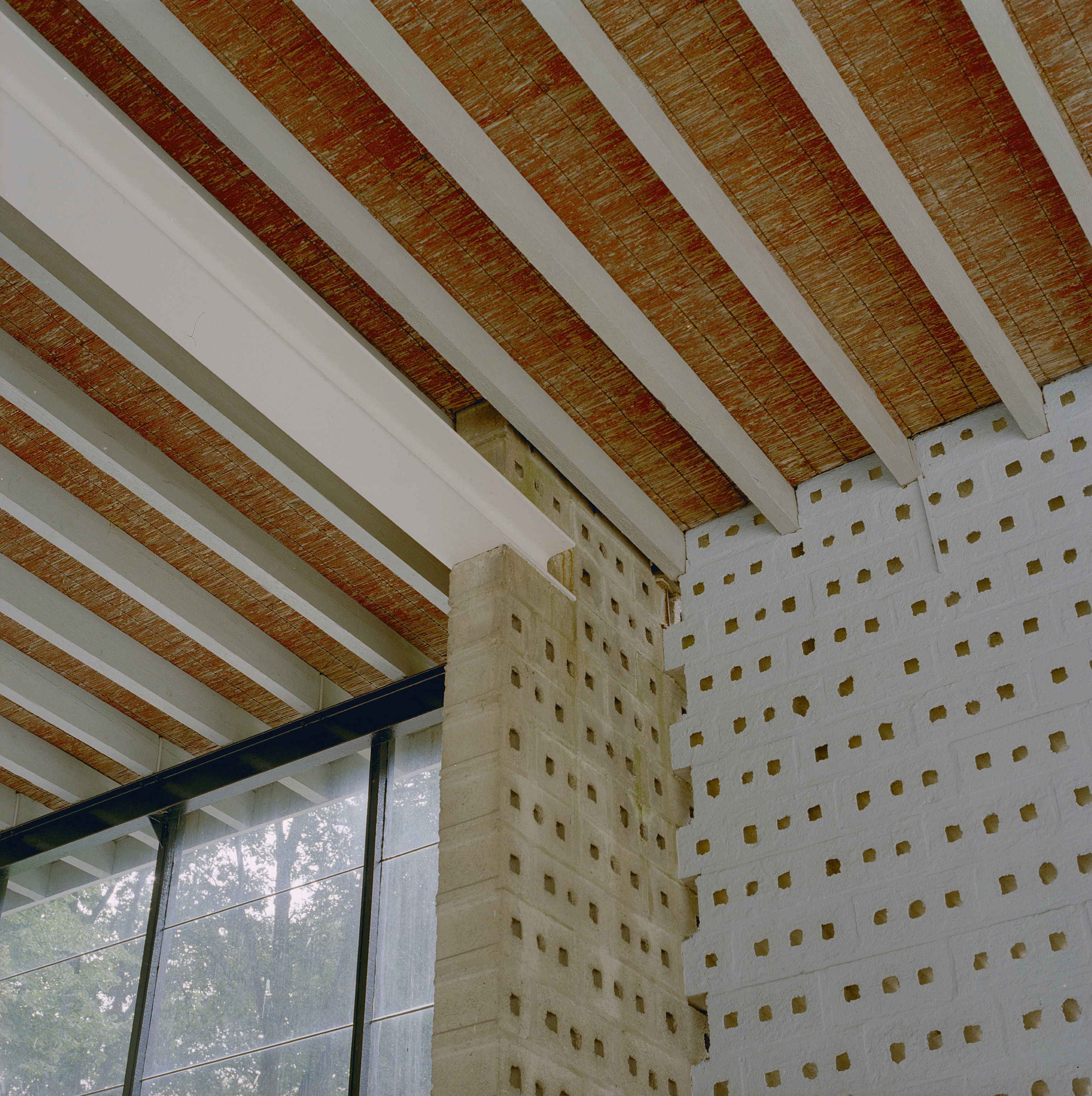
Detail plafond
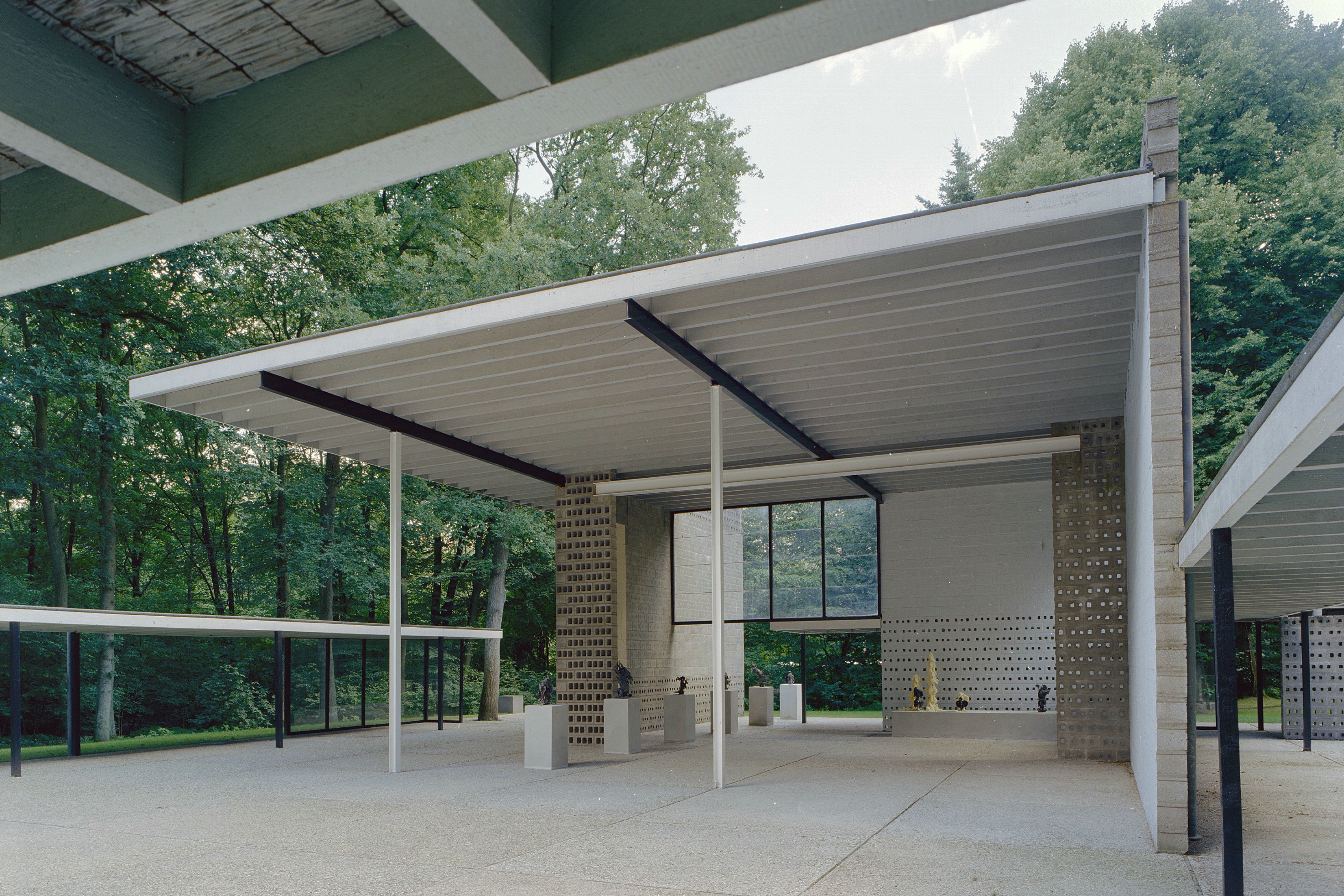